# Quercus gravesii
Quercus gravesii — вид рослин з родини букових (Fagaceae); поширений на півдні США й на півночі Мексики.

## Опис
Це від невеликого до середнього листопадне дерево заввишки до п'ятнадцяти метрів. Кора чорна, грубо борозниста, гладка на гілках. Гілочки сіро-зелені або червонувато-коричневі, голі, з непомітними сочевичками. Листки яйцеподібні, довгасті, ланцетні або еліптичні, тонкі, шкірясті, 10–18 × 5–9 см; основа округла або клиноподібна; верхівка гостра й має колючий або щетинистий кінчик; край верхівково з 2–3 парами часточок з щетинистими кінчиками, з глибокими округлими пазухами, кінцева частка видовжена; верх голий, блискучий світло-зелений; низ блідо-червонувато-коричневий; червоні восени; ніжка гола, 1–3 см. Тичинкові суцвіття довжиною 6–7 см рідко волохаті; маточкові суцвіття до 1.5 см з 1–3 квітками. Жолуді поодинокі, на короткій ніжці; горіх від яйцеподібної до еліпсоїдної форми, рідко майже кулястий або довгастий, 9–16 × 5.5–11 мм, від гладкого до запушеного, особливо на верхівці; чашечка глибиною 4.5–8.5 мм × шириною 7.5–12 мм, охоплює 1/3–1/2 горіха.
Цвіте навесні. Період плодоношення: жовтень — листопад наступного року.

## Поширення й екологія
Країни поширення: Мексика (Коауїла, Чихуахуа, Нуево-Леон); США (Техас).
Зростає на середніх та високих північних і північно-західних схилах, у долинах або поруч із потоками у вологих каньйонах, часто утворюючи густі ліси; росте на висотах 1200–2300 м.

## Загрози
Дуже чутливий до затоплення водою. Тваринництво призводить до зниження якості середовища проживання. Перевипас худоби, відведення води, «видобуток» водоносного шару та надмірний збір місцевих рослин і тварин вважаються найбільшою загрозою для біорізноманіття. Посухи, що супроводжуються замерзанням, є серйозними загрозами.